# Alejandro Valverde Belmonte

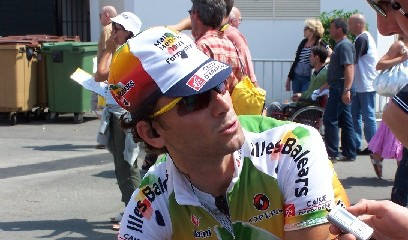
Alejandro Valverde al Tour de França 2005

Alejandro Valverde Belmonte (Las Lumbreras, Múrcia, 25 d'abril de 1980) fou un ciclista professional murcià va córrer a les estructures del Kelme i Movistar Team.
Va assolir 133 victòries professionals, entre les quals destaquen la victòria al campionat del món en línia (2018), una Gran Volta (la Vuelta a España de 2009) i 17 etapes guanyades (quatre al Tour de França, dotze a la Vuelta i una al Giro d'Itàlia), cinc edicions de la Fletxa Valona (2006, 2014, 2015, 2016 i 2017), quatre de la Lieja-Bastogne-Lieja (2006, 2008, 2015 i 2017), tres de la Volta a Catalunya (2009, 2017 i 2018), dues de la Dauphiné Libéré (2008 i 2009), la Clàssica de Sant Sebastià (2008 i 2014), la Vuelta a Burgos (2004 i 2009) i una Volta al País Basc (2017), entre molts d'altres. A més, fou el campió de l'UCI ProTour el 2006 i 2008 i de l'UCI World Tour el 2014 i 2015. De fet, és el ciclista amb més punts UCI ProTour en la seva carrera. També ha guanyat en tres ocasions el Campionat d'Espanya de ciclisme en ruta (2008, 2015 i 2019) i una vegada el de contrarellotge (2014). A la primera etapa del Tour de França 2008 va vestir-se amb el mallot groc.
És un dels pocs corredors que han pujat al podi a les tres Grans Voltes per etapes, competicions que ha disputat en 28 ocasions al llarg de la seva carrera, quedant en 20 ocasions entre els deu primers, fet que el situa en primera posició d'aquesta classificació honorífica. A més, també ha aconseguit pujar set cops al podi dels Campionats del Món de ciclisme en ruta (or a Innsbruck 2018, plata a Hamilton 2003 i Madrid 2005, i bronze a Salzburg 2006, Valkenburg 2012, Florència 2013 i Ponferrada 2014), essent el ciclista que més n'ha obtingut en la història dels mundials en ruta.
El 31 de maig de 2010 fou castigat per la seva implicació en l'Operació Port amb dos anys de sanció de 2010 a 2011, per la qual cosa totes les victòries i resultats obtinguts durant el 2010 foren eliminats del seu palmarès.
Després de vint-i-una temporades de professional, el 8 d'octubre de 2022, i amb 42 anys va penjar la bicicleta a la Volta a Llombardia en una meritòria sisena posició.

## Palmarès
- 2000
  - Vencedor d'una etapa de la Volta al Bidasoa
- 2001
  -  Campió d'Espanya sub-23 en ruta
  - 1r a la Copa d'Espanya de ciclisme
  - Vencedor d'una etapa de la Volta al Bidasoa
- 2003
  - 1r de la Clàssica de Primavera
  - 1r de la clàssica GP Villafranca de Ordizia
  - Vencedor de dues etapes de la Volta a Espanya
  - Vencedor d'una etapa de la Volta a Aragó
  - Vencedor de dues etapes del Trofeu Joaquim Agostinho
  - Vencedor d'una etapa de la Volta al País Basc
  -  Medalla de plata al Campionat del món de ciclisme
- 2004
  - 1r de la Volta a la Comunitat Valenciana i vencedor de dues etapes
  - 1r de la Volta a Múrcia
  - 1r de la Clàssica de Primavera
  - 1r de la Volta a Burgos i vencedor de 3 etapes
  - Vencedor d'una etapa de la Volta a Espanya
  - Vencedor d'una etapa de la Vuelta al País Vasco
  - Vencedor d'una etapa de la Challenge Volta a Mallorca
  - Vencedor de tres etapes de la Volta a Castella i Lleó
- 2005
  - Vencedor d'una etapa del Tour de França
  - Vencedor d'una etapa de la París-Niça
  - Vencedor de dues etapes de la Volta al País Basc
  - Vencedor de dues etapes de la Challenge Volta a Mallorca
  -  Medalla de plata al Campionat del món de ciclisme
- 2006
  - Classificació individual de l'UCI ProTour 2006
  - 1r a la Fletxa Valona
  - 1r a la Lieja-Bastogne-Lieja
  - Vencedor d'una etapa a la Volta a Espanya
  - Vencedor d'una etapa de la Volta a Múrcia
  - Vencedor d'una etapa de la Volta al País Basc
  - Vencedor d'una etapa del Tour de Romandia
  -  Medalla de bronze al Campionat del món de ciclisme
- 2007
  - 1r de la Volta a la Comunitat Valenciana
  - 1r de la Volta a Múrcia i vencedor d'una etapa
- 2008
  -  1r de la classificació UCI ProTour
  -  Campió d'Espanya de cicilisme en ruta
  - 1r de la Dauphiné Libéré i vencedor de 2 etapes
  - 1r a la Lieja-Bastogne-Lieja
  - 1r a la Clàssica de Sant Sebastià
  - 1r de la Volta a Múrcia i vencedor d'una etapa
  - 1r de la París-Camembert
  - Vencedor de 2 etapes al Tour de França
  - Vencedor d'una etapa a la Volta a Espanya
  - Classificació individual de l'UCI ProTour 2008
- 2009
  -  1r a la Volta a Espanya i vencedor de la combinada
  -  1r de la Volta a Catalunya i vencedor d'una etapa
  - 1r de la Dauphiné Libéré
  - 1r de la Volta a Burgos
  - 1r a la Clàssica de Primavera
  - Vencedor de 2 etapes a la Volta a Castella i Lleó

- 2012
  - 1r a la Volta a Andalusia, vencedor d'una etapa, de la classificació per punts i la combinada
  - Vencedor de 2 etapes a la Volta a Espanya
  - Vencedor de la 17a etapa del Tour de França
  - Vencedor d'una etapa al Tour Down Under
  - Vencedor d'una etapa a la París-Niça
  -  Medalla de bronze al Campionat del món de ciclisme
- 2013
  - 1r a la Volta a Andalusia, vencedor de 2 etapes i de la classificació de la combinada
  - 1r al Trofeu Deià
  -  Medalla de bronze al Campionat del món de ciclisme
- 2014
  - 1r de l'UCI World Tour
  -  Campió d'Espanya de contrarellotge
  - 1r a la Fletxa Valona
  - 1r a la Clàssica de Sant Sebastià
  - 1r a la Volta a Andalusia, vencedor de 3 etapes i de la classificació per punts
  - 1r a la Volta a Múrcia
  - 1r a la Roma Maxima
  - 1r al Gran Premi Miguel Indurain
  - Vencedor d'una etapa a la Volta a Espanya
  -  Medalla de bronze al Campionat del món de ciclisme
- 2015
  - 1r de l'UCI World Tour
  -  Campió d'Espanya en ruta
  - 1r a la Fletxa Valona
  - 1r a la Lieja-Bastogne-Lieja
  - 1r al Trofeu Serra de Tramuntana
  - Vencedor de 3 etapes a la Volta a Catalunya
  - Vencedor d'una etapa a la Volta a Espanya
- 2016
  - 1r a la Fletxa Valona
  - 1r a la Volta a Andalusia i vencedor d'una etapa
  - 1r a la Volta a Castella i Lleó i vencedor de 2 etapes
  - Vencedor d'una etapa al Giro d'Itàlia
- 2017
  -  1r de la Volta a Catalunya i vencedor de 3 etapes
  - 1r a la Volta a Múrcia
  - 1r a la Volta a Andalusia i vencedor d'una etapa
  - 1r a la Volta al País Basc i vencedor d'una etapa
  - 1r a la Fletxa Valona
  - 1r a la Lieja-Bastogne-Lieja
- 2018
  -  Campió del món de ciclisme
  - 1r a la Volta a la Comunitat Valenciana i vencedor de 2 etapes
  - 1r a l'Abu Dhabi Tour i vencedor d'una etapa
  - 1r a la Volta a Catalunya i vencedor de 2 etapes
  - 1r al Gran Premi Miguel Indurain
  - 1r a la Ruta d'Occitània i vencedor d'una etapa
  - Vencedor de 2 etapes a la Volta a Espanya i 1r de la  classificació per punts.
- 2019
  -  Campió d'Espanya en ruta
  - 1r a la Ruta d'Occitània i vencedor d'una etapa
  - Vencedor d'una etapa a l'UAE Tour
  - Vencedor d'una etapa a la Volta a Espanya
- 2020
  - Copa d'Espanya
- 2021
  - 1r al Gran Premi Miguel Indurain
  - Vencedor d'una etapa al Critèrium del Dauphiné
  - Vencedor d'una etapa al Giro de Sicília
- 2022
  - 1r al Trofeu Pollença-Port d'Andratx
  - 1r a l'O Gran Camiño i vencedor d'una etapa

## Participació en les Grans Voltes

### Resultats a la Volta a Espanya
- 2002. Abandona
- 2003. 3r de la classificació general. Vencedor de 2 etapes. 1r de la Classificació de la combinada
- 2004. 4t de la classificació general.
- 2006. 2n de la classificació general. Vencedor d'una etapa. 6 dies líder
- 2008. 5è de la classificació general. Vencedor d'una etapa. 1 dia líder
- 2009.  1r de la classificació general.  1r de la Classificació de la combinada
- 2012. 2n de la classificació general. Vencedor de 2 etapes.  1r de la classificació per punts.  1r de la Classificació de la combinada
- 2013. 3r de la classificació general.  1r de la classificació per punts
- 2014. 3r de la classificació general. Vencedor d'una etapa. 4 dies líder
- 2015. 7è de la classificació general.  1r de la classificació per punts. Vencedor d'una etapa
- 2016. 12è de la classificació general
- 2018. 5è de la classificació general.  1r de la classificació per punts. Vencedor de 2 etapes
- 2019. 2n de la classificació general. Vencedor d'una etapa
- 2020. 10è de la classificació general
- 2021. Abandona (7a etapa)
- 2022. 13è de la classificació general

### Resultats al Tour de França
- 2005. Abandona. Vencedor d'una etapa
- 2006. Abandona
- 2007. 6è de la classificació general
- 2008. 9è de la classificació general. Vencedor de la primera i sisena etapa. Portador del mallot groc durant 2 etapes
- 2012. 20è de la classificació general. Vencedor de la 17a etapa
- 2013. 8è de la classificació general
- 2014. 4t de la classificació general
- 2015. 3r de la classificació general
- 2016. 6è de la classificació general
- 2017. Abandona (1a etapa)
- 2018. 14è de la classificació general
- 2019. 9è de la classificació general
- 2020. 12è de la classificació general
- 2021. 24è de la classificació general

### Resultats al Giro d'Itàlia
- 2016. 3r de la classificació general. Vencedor d'una etapa
- 2022. 11è de la classificació general